# Echium giganteum
Echium giganteum L.f., conocido como tajinaste gigante, es una especie de planta arbustiva perteneciente a la familia Boraginaceae originaria de la Macaronesia.

## Descripción

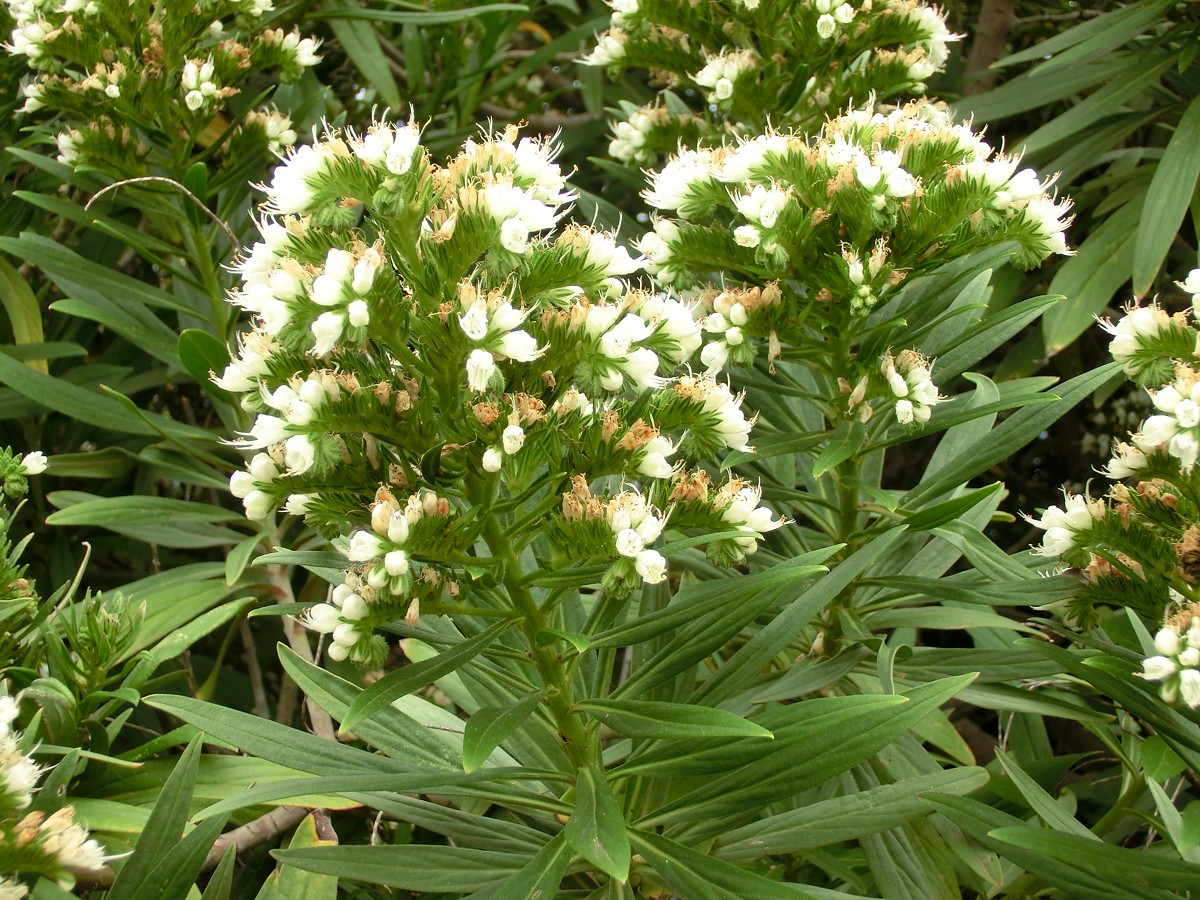
Detalle de la inflorescencia.

Son arbustos ramificados y con múltiples inflorescencias cónicas. Se diferencia porque la corola, que es de color blanco, se encuentra comprimida lateralmente y posee lóbulos asimétricos. Las hojas, de 1,5–2 cm de ancho, no poseen espinas.

## Distribución y hábitat
Echium giganteum es un endemismo de la isla de Tenerife ―Canarias,España―.
Se extiende por el norte y noroeste de la isla, desde cerca del nivel del mar hasta los 700 m s. n. m. Se encuentra formando parte de las comunidades xerófilas que se desarrollan en las áreas superiores del tabaibal-cardonal, así como de los matorrales del bosque termófilo y del fayal-brezal.

## Taxonomía
Echium giganteum fue descrita por Carlos Linneo el Joven y publicada en Supplementum Plantarum en 1782.
Etimología
- Echium: nombre genérico que deriva del griego echion, derivado de echis que significa víbora, por la forma triangular de las semillas que recuerda vagamente a la cabeza de una víbora.[6]

- giganteum: epíteto que procede del latín giganteus y del griego giganteios, que significa 'gigante o muy grande', aludiendo a su porte mayor que el de otras especies relacionadas.[2][7]

Sinonimia
La especie presenta los siguientes sinónimos:
- Echium candicans Lam.
- Echium rupestre Salisb.
- Isoplesion giganteum Raf.

## Importancia económica y cultural
Es una especie de interés apícola, siendo utilizada además como planta ornamental.

## Estado de conservación
Echium giganteum se encuentra protegida por la Orden de 20 de febrero de 1991 sobre protección de especies de la flora vascular silvestre de la comunidad autónoma de Canarias, incluyéndose en su Anexo II.

## Nombres comunes
Se conoce popularmente como tajinaste gigante.